# 金松由花
金松 由華（かねまつ ゆか、3月10日 - ）は、日本の女性声優。旧芸名は金松 由花。アトリエピーチ所属。主にアダルトゲームに声をあてている。

## 出演
※太字はメインキャラクター。

### アダルトゲーム

#### 2002年
- アルフレッド学園魔物大隊（ぼたもち）[3]

#### 2003年
- 詩乃先生の誘惑授業（長谷部 美由希）[3]
- アキバでお茶しよっ!（藤城 まりか）[3]
- レベルジャスティス[4]
- 幻燐の姫将軍2 〜導かれし魂の系譜〜（リオーネ・ナクラ[2]/チキ・インディス）
- ブラウン通り三番目（アヤメ）[3]
- 今宵も召しませAlicetale（沖野 未育）[5]

#### 2004年
- ぴゅあぴゅあ（ひなた）[2]
- 巣作りドラゴン（マイム・マイストロン）[6]
- 恥辱診察室 DVD EDITION（橘 奈緒美）[7]
- 黒愛 〜一夜妻館・淫口乱乳録〜（内海 綾香）[8]
- 家族計画 そしてまた家族計画を（由高 鳥子）[9]
- 聖マリエス学園 〜イカせて!お姉さま〜（本多 涼）[10]
- Noel（松井 雪野）[11]
- Hidden2 〜暴かれた本性〜（如月 愛美）[12]
- REQUIEM（朝比奈 詩音）[13]

#### 2005年
- ソニックダイヴ（シーラ）[14]
- 南国ドミニオン[15]
- アルゴノーツ（チセ）[2]
- WAGA魔々かぷりちお（メリッサ・セラフィ、セラ・セラフィ）[16]
- 魔女っ娘ア・ラ・モードII 〜光と闇のエトランゼ〜（マリーメイア・グローリー）[2][17]
- 姉妹教師丼（神月 みさき）[18]
- 冥色の隷姫 〜緩やかに廃滅する青珊瑚の森〜（エフィ・ルアシア）[2]
- 凌辱連鎖（緋野 薫）[19]
- 忍ココロ（昆布 白たき）[2]

#### 2006年
- 対魔忍アサギ外伝 〜カオス・アリーナ編〜（スネークレディ）[2][20]
- 人妻コスプレ喫茶2（伊藤 志乃）[注 1]
- 足コキ若奥様 搾り出し同盟（美沙）
- 汚れた制服白書 Vol.1 〜姉妹、剥かれる〜（麻也子）
- 淫辱人妻女教師（鳳紗 枝江子）[22]
- あまなつ（はるさめ）[2]
- ペルソナドライバー霊姫（神代 美姫）[23]
- 峰深き瀬にたゆたう唄（ゼレイア・ブラーニ）[2]
- NOZOKI魔（白藤 瑠璃子）[24]
- すえぜん!〜種を望む彼女〜（たまみ）[25]
- マル秘人事部陵辱課（霧島 ルリカ）[2]
- エスエフ おねえさん☆てぃ〜ちゃ〜（役は不明）[26]
- 戦乙女スヴィア（スヴィア）[2]
- ダブルソリッド（マロン）[2]
- 操心術2（剣崎 夜美果）[2]

#### 2007年
- ハーレム×すくらっち（篠宮 あず紗）[27]
- 絶対★妹至上主義!!（友里 湊）[28]
- 淫渦学園大戦 〜女子校生淫辱〜（御童 あいな）[29]
- Chu×Chuアイドる（上杉 うた）[2]
- 冬音-Tone-（相沢 葵）[30]
- ぴあきゃろG.O. TOYBOX2 ～スプリングフェア～[31]
- NOZOKI魔2 〜女子校生恥辱のアングル〜（結城 明日菜）[32]
- にーづまかぷりっちょ!（九重 夏海）[33]
- リリカル♪りりっく（大道寺 涼子）[34]
- 釣☆カノジョ 〜あの娘は釣り頃、釣られ頃〜（晴海 遥佳）[35]
- 精霊さまは孕みごろ -彼女を救う子づくりばけ〜しょん-（クリスティーネ）[2]
- すうぃと!（館早 つづみ）[2]
- 夜姦診療 〜ナース調教カルテ〜（栗林 美紗緒）[2]
- Sugar+Spice!（早乙女 司）[2]
- 8665^2 ハルルコのジジョウ（桜 南美）[2]
- 魔女狩りの騎士 〜人格転移の檻〜（カラム）[36]
- おしえて巫女先生弐（白鳥 葉月）[2]
- Chu×Chuぱらだいす（メリッサ・セラフィ[37]／上杉 うた[38]）
- 私は私のまま、誰にでも変われる（咲河 りふる）[2]
- 幼なじみはベッドヤクザ!（七宮 琴乃）[2]
- ピリオド（小野寺 朝姫）[2]
- 淫シリーズ（千鳥 美羽）
  - 淫触痴漢電車[39]
  - 淫辱淫肛開発[40]
  - 淫獄公衆輪姦[41]
  - 特濃生中出し[42]
- 必殺痴漢人（芦田 紗希）[2]
- ちびちびフィアンセ（如月 くずは）[2]

#### 2008年
- 暁の護衛（ソナタ）[2]
- お姉さん×すくらっち（篠宮 あず紗）[2]
- 朝凪のアクアノーツ（メリエル・リビングストン）[2]
- しゅぷれ〜むキャンディ 〜王道には王道たる理由があるんです!〜（長谷川・アイザック・泉・メルセデス・ジャココ）[43]
- 魔法の少女シルキーリップ 三人の女王候補（リップ・ゲールソーク・ゼングルクル）[44]
- 宇宙刑事ソルティバン（空城 ハルカ）[2]
- 二代目は魔法少女（フィオーレ＝コルレオーネ／angelo nero【ネロ】）[2]
- Sugar+Spice! Party☆Party（早乙女 司）[2]
- リリカルDS（大道寺 涼子）[2]
- 昇龍戦姫 天夢（夏川 りんね）[2]
- ピリオド -SWEET DROPS-（小野寺 朝姫）[45]
- WIZARD GIRL AMBITIOUS（椛）[2]
- Venus Blood -Chimera-（ミネルヴァ・シェーンベルク）[2]
- SiN 黒朱鷺色の少女（宝泉院 唯）[2]
- らぶデス3 〜Realtime Lovers〜（カオル）[2]
- 操心術3（綾河 春生[2]）
- ふたなりカノンちゃん（白島 マトバ）[2]
- ザーメンセキュリティ2009（ロドリィ）[2]
- 真・恋姫†無双 〜乙女繚乱☆三国志演義〜（孟獲）[2]
- むすめーかー（ざくろ）[2]
- ウィザーズクライマー（トリス、トウフ君）[2]
- 電波の奴隷（早乙女 茉莉亜）[2]
- 吸尻鬼〜アナル姫肛姦調教録〜（媛乃）[46]
- NOZOKI魔〜ビギニング〜（白藤 瑠璃子）[24]

#### 2009年
- ガチ乙女クインテット（星央 遙）[47]
- さくらさくら（新田 晶）[2]
- 77 〜And, two stars meet again〜（鳴神 葵）[48]
- SOUL FOUNDATION2（MEER CAMPBELL）[49]
- ANGEL MAGISTER（マイ＝ケンブレイ）[50]
- ももいろガーディアン（紗緒）
- 斬死刃留（クロウ）[51]
- らぶデス4 〜ν-Realtime Lovers〜（柊 楓）[52]
- 変態性癖強制催眠（西園 エリ）[53]
- 廻る娼館街のリィナ（リィナ/リーナ・トーバルス）[54]
- Skyprythem（水谷 紫）[55]
- オオカミ少女レオナ 〜野生崩壊白痴狂育〜（レオナ）[56]
- 癒されご奉仕 〜夢の館で賢者タイム!〜（トリィナ）[57]
- お母さんがいっぱい!（上原 芳乃）[58]
- いたずら極悪（小野寺 柚）[59]
- NACHTMUSIK 〜穢れし姫に淫獄の旋律を捧ぐ〜（ミリィ）[60]
- NACHTMUSIK ZERO 〜女衒に心身を捧ぐ二律背反のメイド〜（ミリィ）[61]
- 巨乳ファンタジー（シャムシェルシャハル）[62][63]
- WALPURGIS(イスカ)

#### 2010年
- id［イド］ -Rebirth Session-（橘 雫）[64]
- 乙女恋心プリスター（サンデー・クノウ）[65]
- 乙女恋心プリスターFANDISC 〜もっとHに恋せよ乙女!〜（サンデー・クノウ）[66]
- 輝光翼戦記 天空のユミナFD -ForeverDreams-（エレオノール）[67]
- ひのまるっ（菱木 奏[68]、ルル・セアブル[69]）
- 戦女神VERITA（チキ・インディス[70]、ニル・デュナミス[71]）
- ゴニン!?〜ピタリと的中!強制占い♪〜（神月 かりん、辻占い師R）[72]
- らぶデス555!（御剣 薫）[73]
- 俺の彼女はヒトでなし（小暮 憂陽）[74]
- おれまにあ〜すばらしきらぶ色生活〜（内海 弥織）[75]
- 魔法闘少女スズネ（藤倉 鈴音）[76]
- 真・恋姫†無双 〜萌将伝〜（孟獲）[77]
- ぐらタン（四天王寺 華梨）[78]
- あねぼく 〜お姉ちゃんは美人3姉妹〜（夏目 恵理）[79]
- プレイ!プレイ!プレイ![80]
- イチャずら（小野寺 柚）[81]
- ヴァルプルギス（イスカ）[82]
- レニカ姫と情欲の悪魔（ロリス=フォン=ザクセン）[83]
- 77 〜beyond the Milky Way〜（鳴神 葵）[84]

#### 2011年
- 巨乳ファンタジー外伝（シャムシェル） [85]
- 操心術0（胡桃 つかさ[86]、皆方 蕗子、長尾 榛名、二階堂 麻希[87]）
- 孕神〜はらかみ〜（九十九神：リューズ）[88]
- アクロウム・エチュード〜Canvas4〜（仁瀬みつば）[89]
- 規制不可〜俺は実在しないので、ナニをヤッても許される〜（桃園 純、松原 千佳）[90]
- 大帝国（エルミー・デーニッツ）[91]
- 夜姦診療カルテ2 〜美乳ナース美紗緒〜（栗林 美沙緒）[92]
- 夜姦診療カルテ2 〜裏モード〜（栗林 美沙緒）[93]
- 夜姦診療 カルテ2〜ナース特別調教〜（栗林 美紗緒）[94]
- 処女と魔王とタクティクス（響野 鞠絵）[95]
- ぜっちょースパイラル!!（桐島 夏海）[96]
- ブレイズハート（七瀬 桜火）[97]
- JKと淫行教師SP〜渡る世間はエロ教師ばかり〜（紀南・レンシア・柚季）[98]
- LILITH-IZM07 〜俺のペット編〜（セツナ）[99]
- オトミミ∞インフィニティー（Dr.フォレストー）[100]
- Strawberry Nauts（読丸 千代里）[101]
- ワケあり!（吉野 瞳）[102]
- 新やらせてっ!てぃーちゃー（小池 真理絵）
- あっぱれ!天下御免（大神 伊都）[103]

#### 2012年
- DRACU-RIOT!（大房 ひよ里）[104]
- ふたりはマイエンジェル☆（亜麻 令美[105]、レヴィ[106]）
- プリズマティックプリンセス☆ユニゾンスターズ（上杉 うた[107]、メリッサ・セラフィ[108]）
- ママの母乳（橘 香里）[109]
- 処女と魔王とタクティクス 魔王争奪戦（響野 鞠絵）[110]
- 虹翼のソレイユ-ⅶ's World-（壱式・青龍）[111]
- 青空と雲と彼女の恋（霧島 伊澄）[112]
- 夏色あさがおレジデンス（遠野 雛子）[113]
- 未亡人日記-it's a wonderful wif,,,widow-（美咲 文香）[114]
- 魔法少女ピュア・セインツ〜負けちゃうたびに、どんどんエッチな正義のヒロインになっていっちゃうの〜（棚端 奈緒/ネフライト）[115]
- 爆乳令嬢×キモ男 変態嫁化計画〜潔癖クール会長が最下層の臭キモ精子中毒に!〜（椎名 るい）[116]
- ボクのママン捜し 〜ママをたずねたら…8人の巨乳妻でした〜（姫園 結花）[117]
- ヨメ充!（高辻 芳乃）[118]
- えれくと!（エリス・エロティス）[119]
- 創世奇譚アエリアル（ケイト）[120]
- ManguSta -恥辱風紀委員会-（升麻 秋紗）[121]
- この世界の向こうで（スズ）[122]
- ドラゴンズレイド（クリス[123]、サキュバス娘[124]）
- あっぱれ!天下御免［祭］（大神 伊都）[125]
- 操心術∞（才賀 アレクサンドラ、霧生 伊吹）[126]

#### 2013年
- end sleep（東條 翠）[127]
- さくらさくらFESTIVAL!（新田 晶）[128]
- 少女神域∽少女天獄 -The Garden of Fifth Zoa-（綱坂 葵）[129]
- ナマイキデレーション（演劇部部長）[130]
- キモメン底辺職でも巨根ならハーレムギルドの主になれる!? 〜伝説の騎士や聖女、魔王を種付け攻略! 美少女だらけ夢の冒険性活!〜（サラ・マグヌス）
- 魔王のくせに生イキだっ!2 〜今度は性戦だ!〜（ルキフグス）
- 巨乳ファンタジー外伝2（シャムシェルシャハル）

#### 2014年
- お嬢様はカタイのがお好き!〜神性なる女子寮日記〜（平坂 蒼子）
- 操心術3（綾河 春生）
- 魔王のくせに生イキだっ! とろとろトロピカル!（ルキフグス）

#### 2015年
- 人妻スイミング倶楽部（萱嶋 亜希）
- 放課後催眠倶樂部〜餐〜（烏丸 みやび）
- その古城に勇者砲あり!
- 操心術外伝 〜綾河博士のHENTAI事件簿〜（綾河 春生）
- 果つることなき未来ヨリ X-RATED（ティティス）
- あねよめコンチェルト（ニボシ）
- 魔天使サクラの冒険 vol.3 -サクラとパスポートゲート-
- Sexyビーチ プレミアムリゾート（朧）[131]
- ランス03 リーザス陥落（トパーズ）
- おお勇者よ、イってしまうとは情けない!（イザベラ・トロッケンベーレンアウスレーゼ・フォン・シュペトレーゼ）[132]

#### 2016年
- 真・恋姫†英雄譚123+PLUS〜乙女艶乱☆三国志演義〜（孟獲）
- むすめーかー HDリマスター（ざくろ）
- オモカゲ〜えっちなハプニング!? なんでもどんとこい!〜（黒沢 麻姫）
- 働くオトナの恋愛事情（猪苗代 きらら）
- 元ヤン人妻をパコって骨抜き穴嫁化 ～友達の強気かあちゃんで好き勝手ザー処理遊び孕ませ～（田崎 京香）
- 巨乳ファンタジー外伝2 after -オスタシアの野望-（シャムシェル）
- ママ四人と全裸性活 ～田舎の村のエッチな風習♪熟れ熟れ人妻たちと筆おろしから子作りまで四六時中全裸でパコパコ～（高木 彩）
- 《緊急宣言》お姉ちゃん達は処女を卒業しますっ!!（四之宮 秋奈）
- 白衣の天使はお世話好き! ～ラブラブエッチな入院生活～
- ハニーセレクト 性格追加パック -活発-（活発）

#### 2017年
- カスタムメイド3D2＋ ACT.3（犬乃 レオ）
- 働くオタクの恋愛事情（朝井 小春）
- 年下限定 ヌキ×2シェアハウス -絞られ共同性活-（秋月 志保）
- 魔女と剣と千の月（イスカ、香澄）[133]
- 真・恋姫†夢想-革命- 蒼天の覇王（孟獲）

#### 2018年
- 隣近所の爆乳人妻たちを寝取って孕ませオナホにするアパート性活（内田 すみれ）[134]
- ブラック企業の女社長を社畜が孕ませオナホにしてコキ使う!（怜奈）[135]
- キュートリゾート ～しようよ エッチなアクティビティ～（結城 ざくろ）
- 真・恋姫†夢想 -革命- 孫呉の血脈（孟 獲）
- REQUIEM HDリマスター（朝比奈 詩音）

#### 2019年
- 真・恋姫†夢想 -革命- 劉旗の大望（孟 獲）

#### 2020年
- ドーナドーナ いっしょにわるいことをしよう（アンテナ）[136]

#### 2021年
- もっと!孕ませ!炎のおっぱい異世界超エロサキュバス学園!（ファム）[137]
- 巣作りカリンちゃん -星詠みの神託-（ミィ）[138]
- 彼女は友達ですか? 恋人ですか? それともトメフレですか? Second（セラ）[139]

#### 2022年
- 魔法少女フーワ～触手狂精姦～（一ノ瀬 妃星）
- 廃村少女〜妖し惑ひの籠の郷〜（エマ・A・薬師院）

#### 2023年
- 真・恋姫†英雄譚5 ～乙女耀乱☆三国志演義［魏］～（孟獲）
- だらしがない巨乳お姉さんのお世話を焼いたら種付けハーレム生活をする事になった件（東山 翔子）

#### 2024年
- 廃村少女 アペンドパッチ ～絡艶異聞～（エマ・A・薬師院）
- 悠刻のファムファタル（アマリリス）
- 彼女は友達ですか? 恋人ですか? それともトメフレですか? W（セラ）

#### 2025年
- 廃村少女 外伝 ～嬌絡夢現～（エマ・A・薬師院[140]）
- 俺だけに傅く孕メイドたち ～精子を貪る五人の欲心女～（高坂 伊与[141]）
- もっと!孕ませ!炎のおっぱい異世界おっぱいバニー学園!（メアメア・フォ・ルサールカ）
- 田舎暮らしハーレム ～巨乳な田舎娘たちとひたすら孕ませセックスするだけの性活～（ナオ）

### ソーシャルゲーム
- Quiz of Walkure（アピス、スロゥ、ルナ）[142]

### アダルトアニメ
2005年
- 黒愛 〜一夜妻館・淫口乱乳録〜（内海 綾香）[2]
- REQUIEM（朝比奈 詩音）[2]

2007年
- 電気夢想花（中原 麻理果）[2]

2008年
- レイプ!レイプ!レイプ!（亜桜 真白）[2]

2012年
- 巨乳ファンタジー（シャムシェルシャハル）

2013年
- 未亡人日記 THE ANIMATION〜憧れのあの女と一つ屋根の下〜（美咲文香）

## ディスコグラフィ

### キャラクターソング・企画CD
| 発売日   | 商品名                                              | 歌                                   | 楽曲                              | タイアップ                                                  |
| 2004年   | 2004年                                              | 2004年                               | 2004年                            | 2004年                                                      |
| -------- | --------------------------------------------------- | ------------------------------------ | --------------------------------- | ----------------------------------------------------------- |
| 12月24日 | GWAVE 2004 1st Groove                               | 金松由花                             | 「Blue Bird」                     | PCゲーム『黒愛 〜一夜妻館・淫口乱乳録〜』オープニングテーマ |
| 2005年   |                                                     |                                      |                                   |                                                             |
| 10月28日 | メリーのアホの子CD                                  | メリエル・リビングストン（金松由花） | 「マジカルチェイサー☆メリー」     | PCゲーム『朝凪のアクアノーツ』関連曲                        |
| 2007年   |                                                     |                                      |                                   |                                                             |
| 10月26日 | ピリオド キャラクターソングCD Vol.5 小野寺朝姫      | 小野寺朝姫（金松由花）               | 「ヨッツノハートキセキ」          | PCゲーム『ピリオド』関連曲                                  |
| 2008年   |                                                     |                                      |                                   |                                                             |
| 5月30日  | 私は私のまま、誰にでも変われる Song Collection♪     | 咲河りふる（金松由花）               | 「Clear Sky」                     | PCゲーム『私は私のまま、誰にでも変われる』関連曲            |
| 2009年   |                                                     |                                      |                                   |                                                             |
| 10月30日 | さくらさくら 立花くるみ・新田晶キャラクターディスク | 新田晶（金松由花）                   | 「幼馴染」 「あしたからがんばる」 | PCゲーム『さくらさくら』関連曲                              |

## ラジオ
- ぜっちょースパイラルラジオ!!略してスパラジ!![143]